# Patrocinio Gamboa
Artykuł ten został zgłoszony do umieszczenia na stronie głównej w rubryce „Czy wiesz”.
Pomóż nam go sprawdzić: oceń zgłoszoną nominację.
Patrocinio Gamboa (ur. 30 kwietnia 1865 w Jaro, zm. 24 listopada 1953) – filipińska działaczka niepodległościowa.

## Życiorys
Urodziła się w Jaro w prowincji Iloilo jako córka Fermina Gamboy oraz Leonili Villareal. Jej rodzice byli zamożni, w związku z czym byli w stanie zapewnić córce wykształcenie oraz opłacić dla niej prywatnych nauczycieli. Odbiegało to wyraźnie od standardów epoki, zwłaszcza na wciąż pozostających kolonialną posiadłością Hiszpanii Filipinach. Patrocinio wyrosła na osobę o szerokich horyzontach myślowych, chętnie poszerzającą swoją wiedzę, choć jednocześnie w dalszym ciągu religijną. Zaznajomiona była z dziełami pióra działaczy domagających się głębokich reform politycznych na archipelagu. Jako jednej z pierwszych udało jej się przeszmuglować egzemplarze powieści polityczno-społecznych autorstwa José Rizala do kraju. Cieszyła się dużym szacunkiem otoczenia, nazywana była nieco poufale ciocią Patron.
W momencie wybuchu rewolucji filipińskiej z 1896 miała już ponad 30 lat. Szybko zaczęła udzielać wsparcia powstańcom, sama również zaangażowała się w działanie na rzecz lokalnych struktur antyhiszpańskiego zrywu. Została zatem m.in. członkinią komitetu rewolucyjnego w Molo. Organizowała zbiórki pieniędzy, broni, żywności oraz leków. Z powodzeniem wykonywała również misje szpiegowskie oraz pośredniczyła przekazywaniu i dostarczaniu poufnych wiadomości. Wraz z grupą kobiet utkała filipińską flagę, która zawisła następnie w centralnym punkcie miasta Santa Barbara w jej rodzinnej prowincji. Wzorowała się na projekcie w wykonanym pierwotnie przez Marcelę Agoncillo, znanej jako matka filipińskiej flagi. Jej wkład w sprawę niepodległościową nie umknął uwadze filipińskich przywódców. Zaproponowano jej pensję wypłacaną ze skarbu państwa, jednak kobieta odrzuciła ją, stwierdzając, że wszystko, co robiła, było motywowane wyłącznie miłością do ojczyzny i że nie oczekuje zapłaty za swoją posługę.
Gamboa nigdy nie wyszła za mąż. Jej dom pełen był pamiątek z czasów rewolucji. Każde ze świąt narodowych upamiętniała wywieszając filipińską flagę. Dożyła późnej starości, doczekała ponownego ogłoszenia niepodległości przez Filipiny w 1946. Nazywana bywa bohaterką z Jaro. Zmarła 24 listopada 1953. Pochowano ją z honorami wojskowymi.